# 衣川館

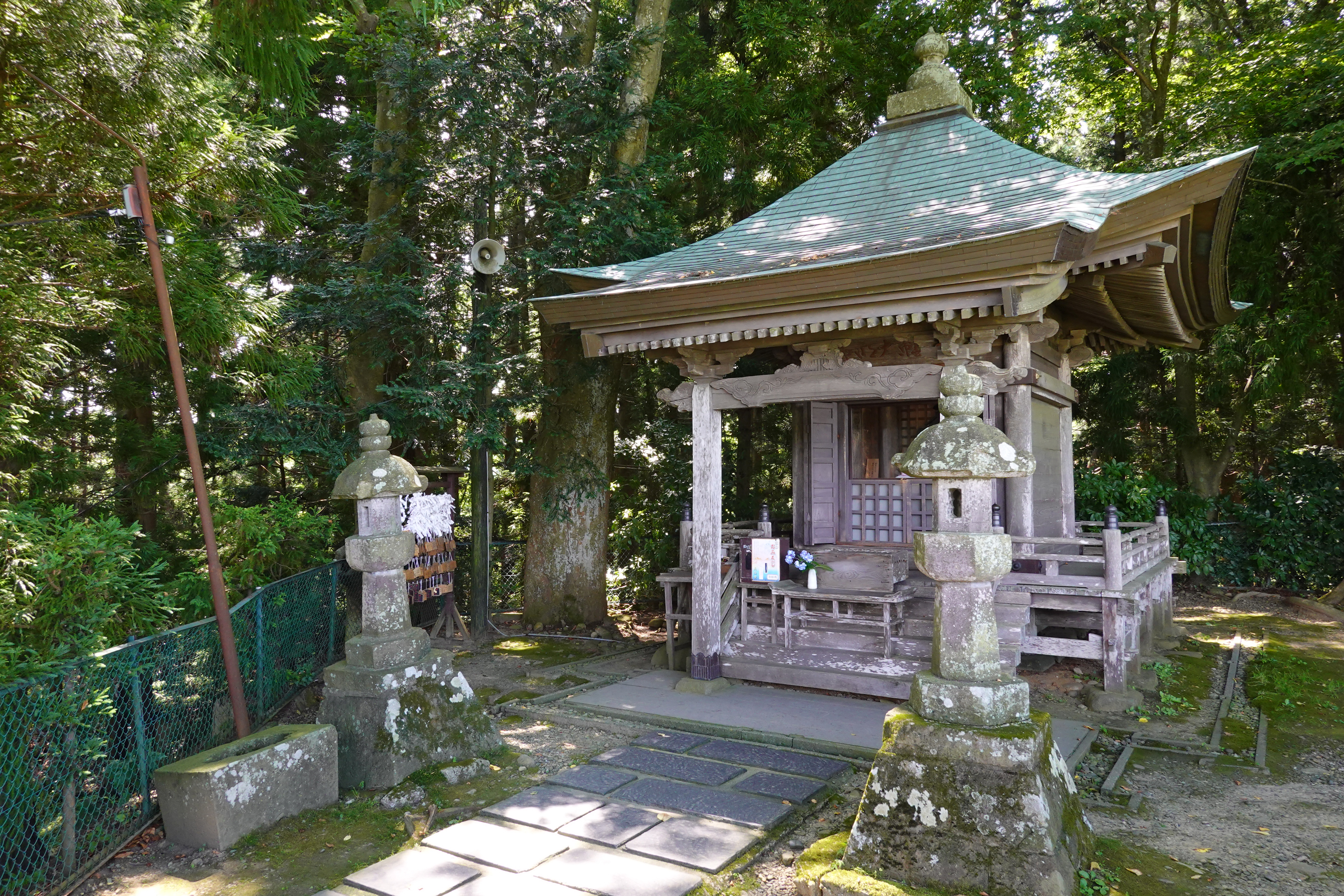
義経堂

衣川館（ころもがわのたて）は、現在の岩手県西磐井郡平泉町高館にあったとされる奥州藤原氏の居館である。源義経の最期の場所として知られる。衣河館とも表記され、高館義経堂（たかだちぎけいどう）、判官館（はんがんだて、ほうがんだて）とも呼ばれる。

## 概要
中尊寺表参道入口から東南東に約500メートル、北上川左岸の丘陵にあり、元々藤原基成の館であったとされる。『吾妻鏡』によれば、義経主従は文治5年閏4月30日（1189年6月15日）、再三にわたる源頼朝の要求に屈した藤原泰衡に襲撃され（衣川の戦い）、妻（郷御前）・娘と共に自害した。伝承や『義経記』などの物語によると、郎党の武蔵坊弁慶も舘の前で敵兵と対峙するも、身体に無数の矢を受け立ったまま絶命、いわゆる「弁慶の立往生」を遂げた。
館の跡には天和3年（1683年）に仙台藩藩主伊達綱村により跡地に義経堂と義経の木像が建立された。以降高館義経堂、判官館などと呼ばれるようになる。元禄2年5月13日（1689年6月29日）には松尾芭蕉一行が来訪し、「夏草や 兵どもが 夢の跡」の句を詠んだ。
現在は毛越寺の飛び地境内となっている。
2014年3月18日、「おくのほそ道の風景地」として国の名勝に指定された。

## 所在地についての異説
近年の発掘調査等により奥州市衣川七日市場の接待館遺跡が衣川館であるとする説がある。

## 所在地
- 義経堂 - 岩手県西磐井郡平泉町柳御所14番地

## 高館画像

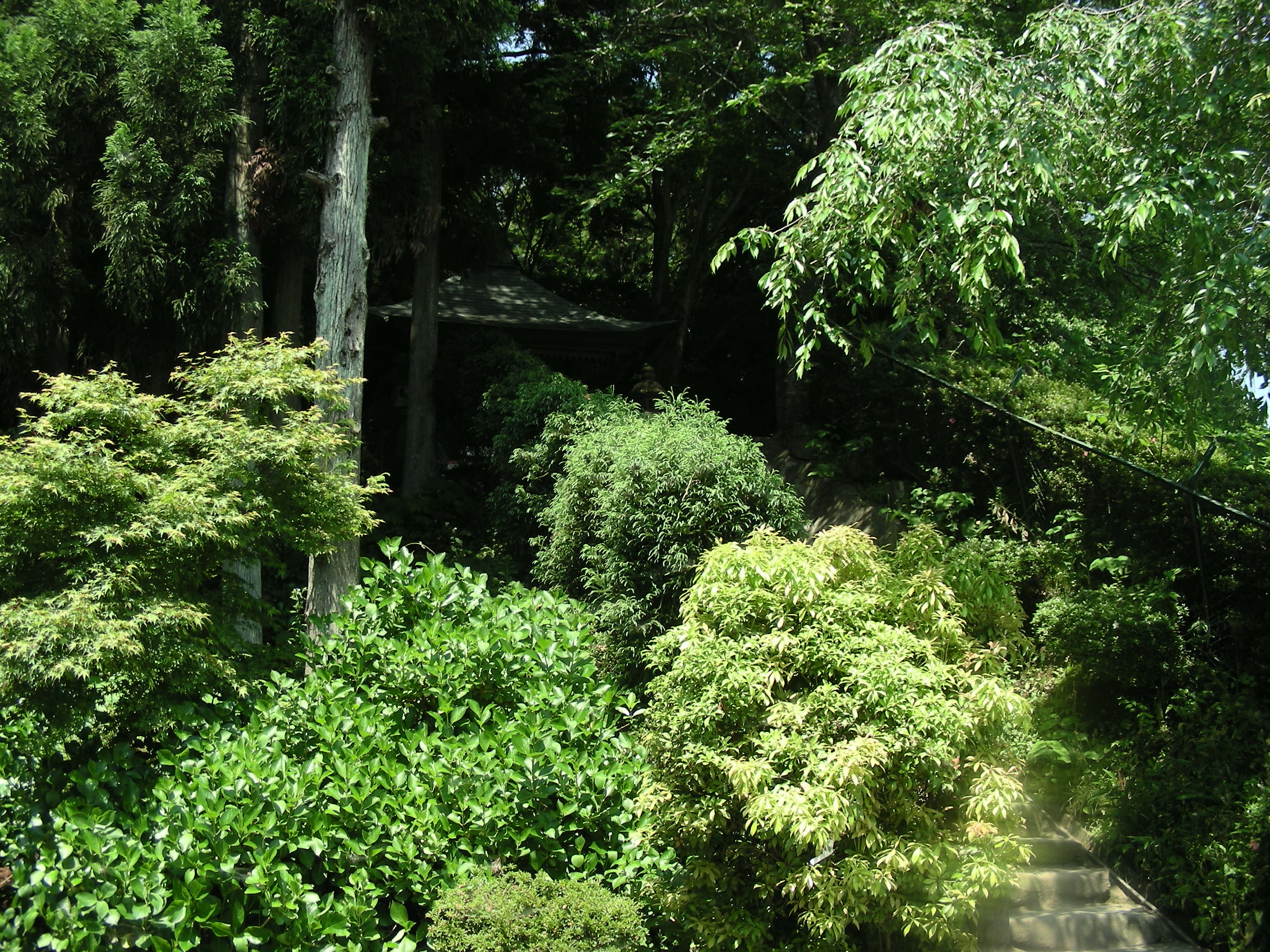
義経堂
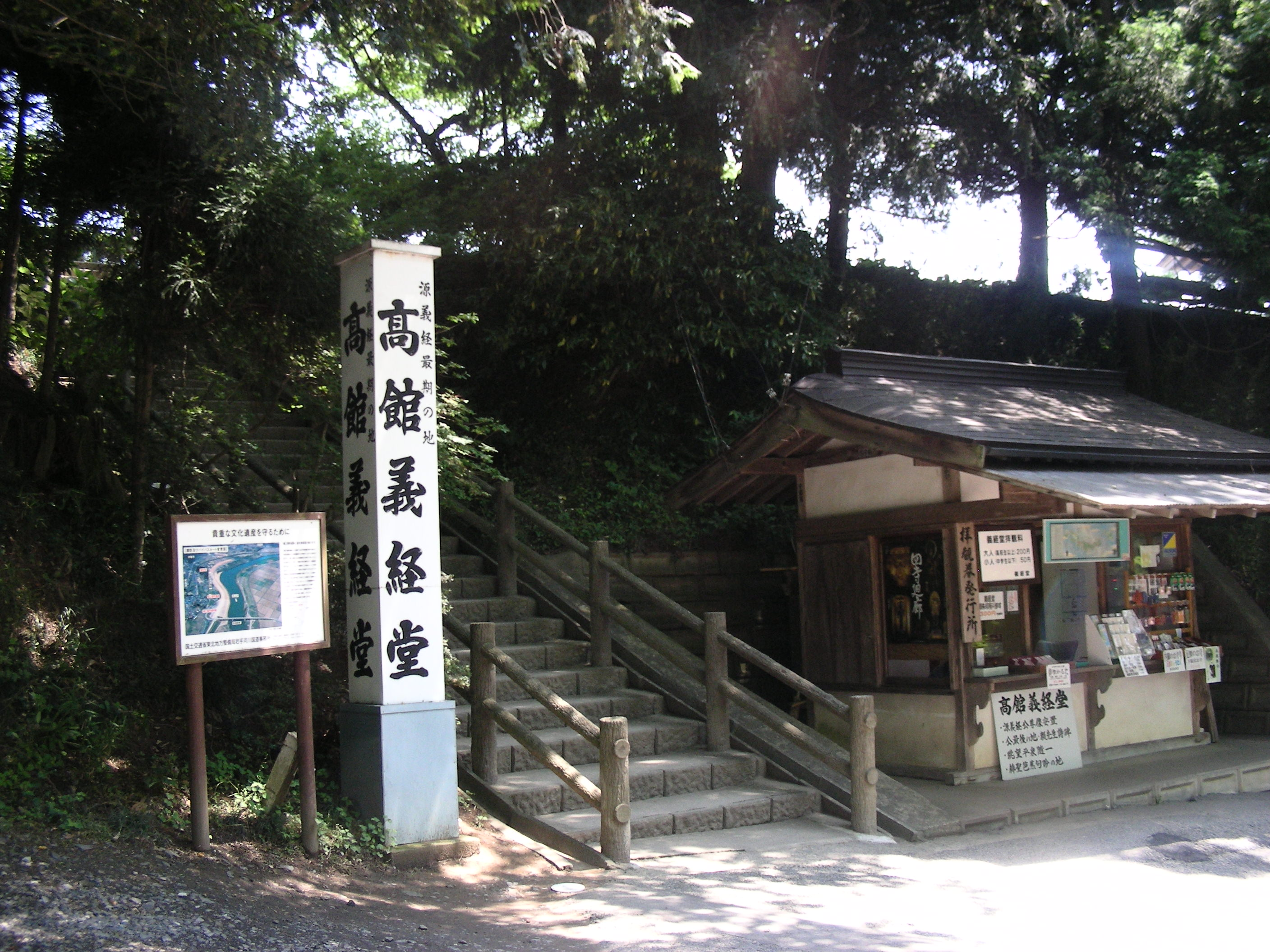
入り口
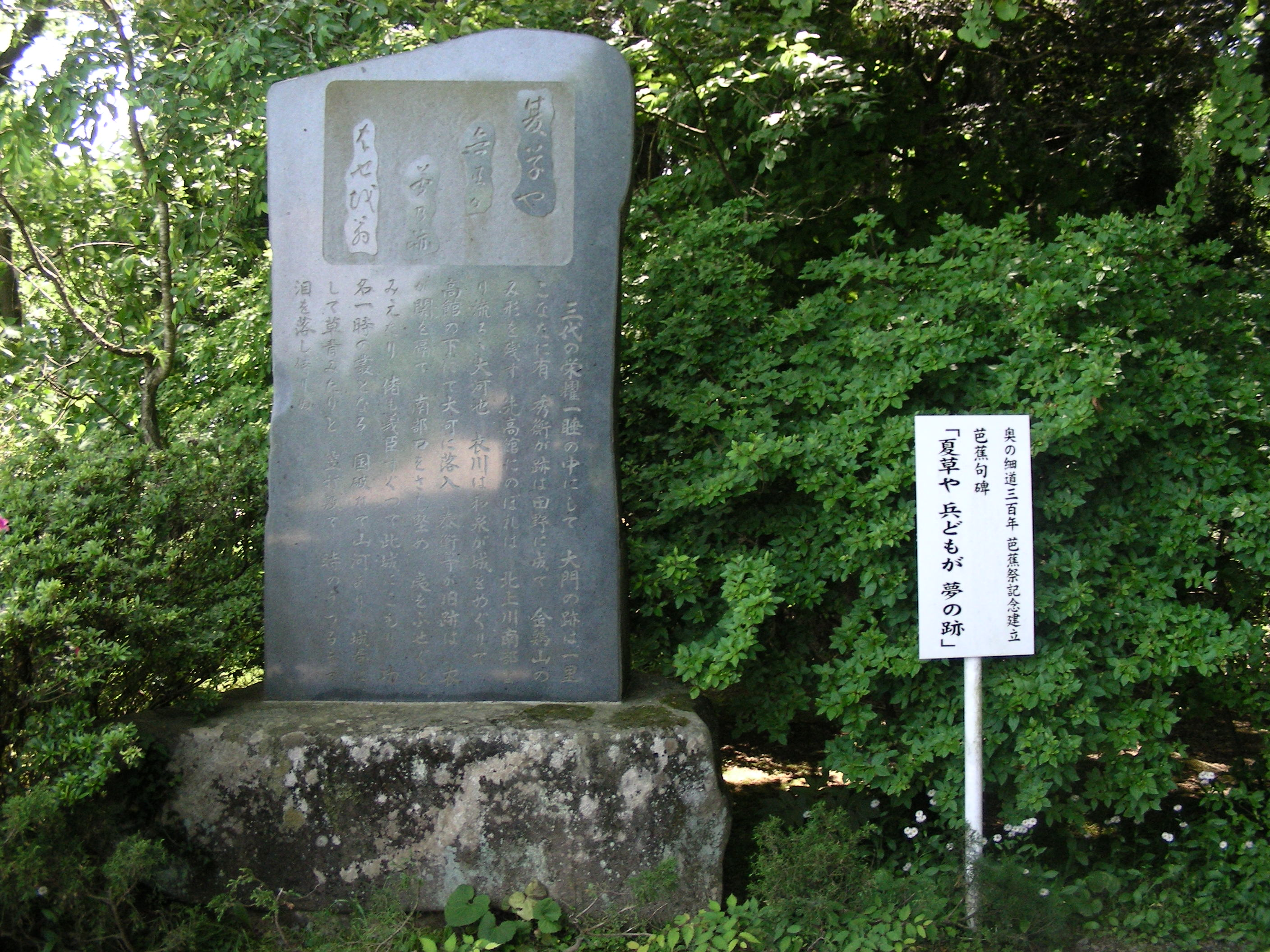
芭蕉句碑
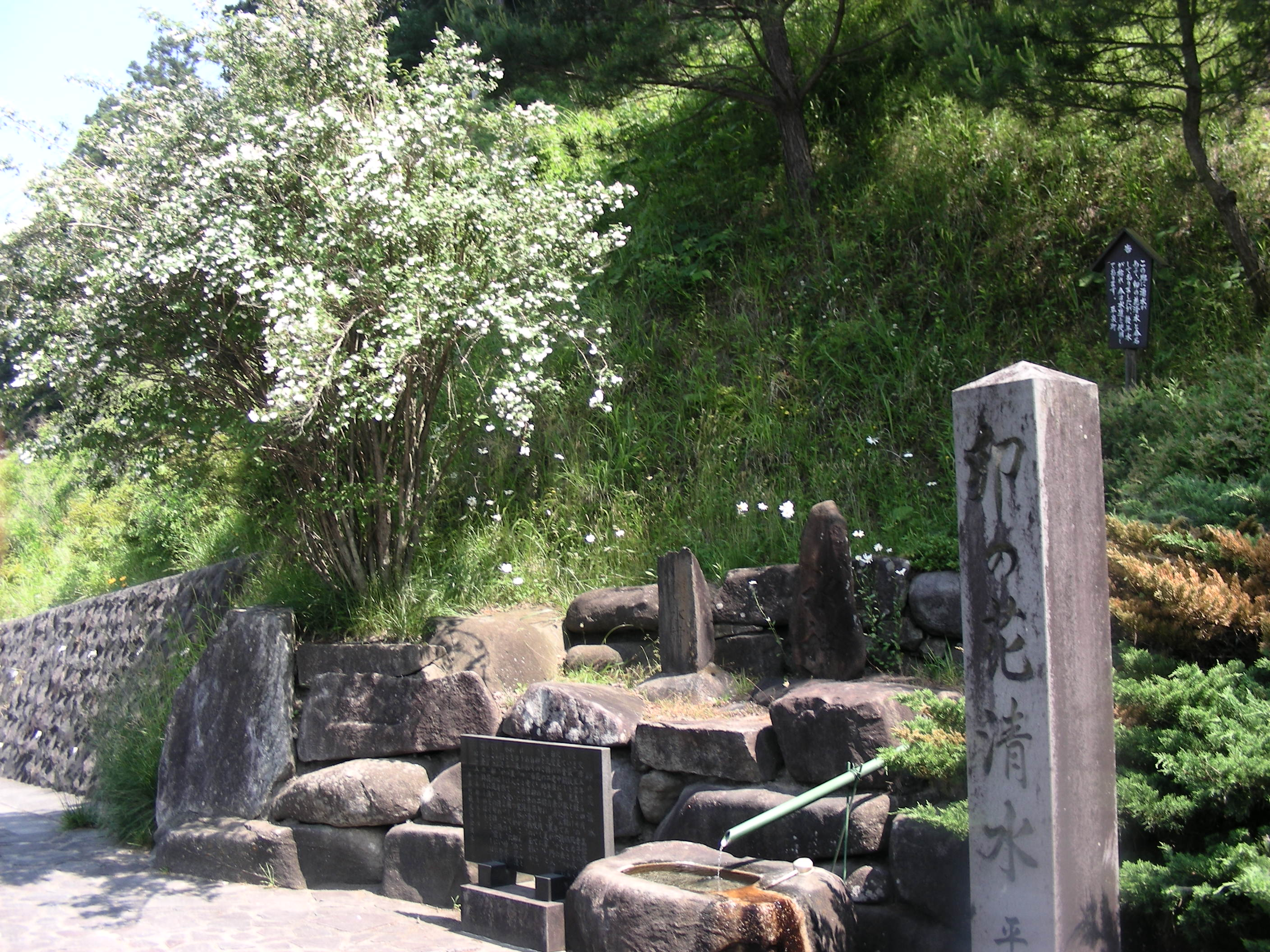
卯の花清水句碑
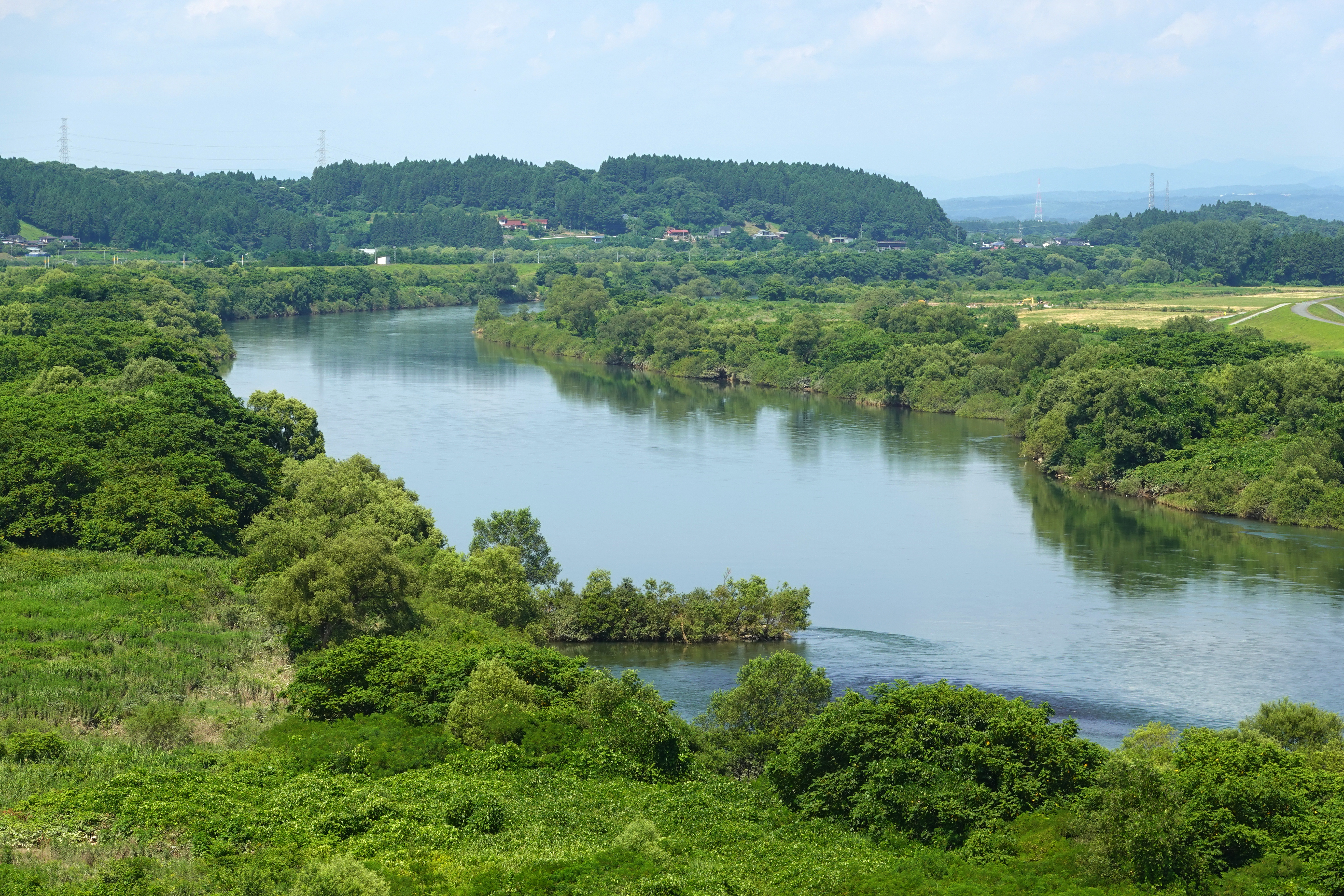
高館から眺める北上川